# Damarchus workmani
Damarchus workmani là một loài nhện trong họ Nemesiidae.
Damarchus workmani được miêu tả năm 1891 bởi Thorell.